# Stylianos Pattakos
Stylianos Pattakos (řecky Στυλιανός Παττακός, 8. listopadu 1912 – 8. října 2016) byl příslušníkem řeckých ozbrojených sil a jedním z vůdců řecké vojenské junty, která 21. dubna 1967 svrhla vládu Panagiotise Kanellopula.
Narodil se 8. listopadu 1912 v malé vesnici Agia Paraskevi na Krétě a studoval na Řecké vojenské akademii. Jako důstojník se zúčastnil druhé světové války. Po jejím skončení postupně získal hodnost brigádního generála a byl přiřazen k ozbrojeným divizím v Attice. V té době se seznámil s plukovníky Georgiosem Papadopulem a Nikolaosem Makarezem. Tato trojice v noci z 20. na 21. dubna provedla úspěšný převrat, přičemž tvrdila, že výjimečná politická situace je k takovému jednání donutila. Za svou účast na převratu získal Pattakos post ministra vnitra. V této funkci například zbavil řeckou herečku a politickou aktivistku Melinu Merkuriovou řeckého občanství.
25. listopadu 1973 pravicově orientovaný brigádní generál Dimitrios Ioannides Papadopula svrhl a Pattakos se tak ocitl na vedlejší koleji. Následující rok skončilo sedmileté trvání vojenského režimu po turecké invazi na Kypr. Nově ustavená demokratická vláda Konstantina Karamanlise postavila činitele junty před soud pro vzpouru a velezradu. Pattakos byl odsouzen k smrti, později mu byl trest změněn na doživotní vězení. Kvůli zdravotním komplikacím byl v září 1990 z vězení propuštěn.